# Günter Schröter
Pour les articles homonymes, voir Schröter.
Günter Schröter, né le 3 mai 1927 à Brandebourg et mort le 10 février 2016 à Berlin, est un footballeur international est-allemand qui évolue au poste d'attaquant.

## Biographie

### En club
Günter Schröter commence sa carrière au SG Brandeburg-Nord. Il joue ensuite au Dynamo Dresde. Il évolue par la suite pendant neuf saisons avec l'équipe du Dynamo Berlin.
Il dispute un total de 361 matchs en première division est allemande, inscrivant 170 buts. Il réalise sa meilleure performance lors de la saison 1950-1951, où il marque 32 buts.

### En équipe nationale
Günter Schröter reçoit 39 sélections en équipe d'Allemagne de l'Est entre 1952 et 1962, inscrivant 13 buts. 
Sa première sélection a lieu 21 septembre 1952 contre la Pologne (défaite 1-3). Sa dernière sélection a lieu le 21 novembre 1962 contre la Tchécoslovaquie (victoire 2-1) .
Le 13 août 1958, il marque un triplé contre la Norvège (défaite 6-5 à Oslo). Il inscrit un second triplé le 23 mai 1962, contre le Danemark (victoire 4-1 à Leipzig).
Il participe aux éliminatoires du mondial 1958 puis aux éliminatoires du mondial 1962.
A 24 reprises, il est capitaine de la sélection est-allemande.

## Palmarès
- Champion de RDA en 1953 avec le Dynamo Dresde
- Vainqueur de la Coupe de RDA en 1952 avec le Dynamo Dresde